# Robert Killick-Kendrick
Pour les articles homonymes, voir Kendrick.
 (janvier 2017).
Robert Killick-Kendrick, né le 20 juin 1929 à Hampton au Royaume-Uni et mort le 22 octobre 2011 à Ganges dans l'Hérault, est un biologiste et chercheur, spécialiste des vecteurs de maladies transmissibles particulièrement des Phlebotomes.

## Formation
- Master of Philosophy (MPhil)
- 1972 - Docteur en Philosophie (Ph. D.)
- 1978 - Docteur en Sciences (DSc) de l'université de Londres pour ses travaux en parasitologie
- DIC
- FIMLS
- (Hon) FRES
- FSB
- CBiol (Chartered Biologist (en))

## Biographie
Le docteur Robert Killick-Kendrick commence sa carrière de chercheur au Nigeria en 1955 où il passe huit années à travailler sur la maladie du sommeil et les maladies apparentées, notamment sur les animaux domestiques.
Il quitte l’Afrique et rejoint la London School of Hygiene and Tropical Medicine où il enseigne la parasitologie et poursuit ses recherches, principalement sur le paludisme de 1949 à 1955 puis de 1963 à 1969.
En 1972, il entame des recherches sur la leishmaniose et ses vecteurs (les phlébotomes). Il est alors à l'Imperial College London, Royaume-Uni, en tant que chercheur du Medical Research Council  depuis 1969. La leishmaniose se rencontrant dans les régions chaudes, il parcourt l’Amérique du Sud, l’Afrique, l’Asie et les pays du bassin méditerranéen où il est secondé par son épouse Mireille Killick-Kendrick, elle-même entomologiste. Depuis de nombreuses années, ils habitent dans les Cévennes gardoises.
En 1988, le Dr Robert Killick-Kendrick est nommé membre du Comité d'experts sur les leishmanioses de l'Organisation mondiale de la santé dont il est un des intervenants réguliers.
Très attaché à la figure de Charles Darwin, le Dr Robert Killick-Kendrick lui a consacré sa communication de réception à l'Académie des Hauts Cantons en 2008 .

## Titres et distinctions
- Membre honoraire de la Royal Entomological Society (en 2005)
- Membre honoraire de la Società Italiana di Parassitologia (en 1991)
- Membre de l'American Society of Tropical Medicine and Hygiene
- Membre de l'Académie des Hauts Cantons (fauteuil XX) (en 2008)
- Membre honoraire de la Turkish Society for Parasitology (en 2011)

Pour ses contributions à la médecine tropicale, le Dr Robert Killick-Kendrick a reçu 
- la médaille Sir Samuel Rickard Christophers de la Royal Society of Tropical Medicine and Hygiene (en 1991)
- le Prix international Emile Brumpt (en 2007)

## Articles et contributions
Ses travaux sur le paludisme, la trypanosomiase, la leishmaniose et les maladies parasitaires font autorité (il a publié un peu plus de 300 articles et contributions scientifiques).
- Schnur Lionel F; Nasereddin Abdelmageed; Eisenberger Carol L; Jaffe Charles L; El Fari Mustafa; Azmi Kifaya; Anders Gerlind; Killick-Kendrick Mireille; Killick-Kendrick Robert; Dedet Jean Pierre; Pratlong Francine; Kanaan Moien; Grossman Tamar; Jacobson Raymond L; Schonian Gabrielle; Warburg Alon. Multifarious characterization of leishmania tropica from a Judean desert focus, exposing intraspecific diversity and incriminating phlebotomus sergenti as its vector. [The American journal of tropical medicine and hygiene] 2004;70(4):364-72.

- Añez Nestor; Tang Yinshan; Rojas Agustina; Crisante Gladys; Killick-Kendrick Mireille; Killick Kendrick Robert. Detection of amastigote-like forms in the valve of Phlebotomus papatasi infected with Leishmania major. Memórias do Instituto Oswaldo Cruz 2003;98(4):495-8.

- Killick-Kendrick R; Rioux J A. Mark-release-recapture of sand flies fed on leishmanial dogs: the natural life-cycle of Leishmania infantum in Phlebotomus ariasi. Parassitologia 2002;44(1 2):67-71.

- Depaquit J; Ferté H; Léger N; Killick-Kendrick R; Rioux J A; Killick-Kendrick M; Hanafi H A; Gobert S. Molecular systematics of the phlebotomine sandflies of the subgenus Paraphlebotomus (diptera, psychodidae, phlebotomus) based on ITS2 rDNA sequences. Hypotheses Of dispersion and speciation. Insect molecular biology 2000;9(3):293-300.

- Valenta D T; Killick-Kendrick R; Killick-Kendrick M. Courtship and mating by the sandfly Phlebotomus duboscqi, a vector of zoonotic cutaneous leishmaniasis in the Afrotropical region. Medical and veterinary entomology 2000;14(2):207-12.

- Valenta D T; Añez N; Tang Y; Killick-Kendrick R. The genital atrium as a good taxonomic character to distinguish between species of phlebotomine sandflies (Diptera: Psychodidae) from Venezuela. Annals of tropical medicine and parasitology 1999;93(4):389-99.

- Depaquit J; Léger N; Killick-Kendrick R. Description of Phlebotomus (Paraphlebotomus) riouxi n. sp. (Diptera:Psychodidae) of northern Africa. Parasite (Paris, France) 1998;5(2):151-8.

- Killick-Kendrick R; Tang Y; Johnson R N; Ngumbi P M; Robert L L. Phlebotomine sandflies of Kenya (Diptera: Psychodidae). V. Phlebotomus (Paraphlebotomus) mireillae n.sp. Annals of tropical medicine and parasitology 1997;91(4):417-28.

- Killick-Kendrick R; Killick-Kendrick M; Focheux C; Dereure J; Puech M P; Cadiergues M C. Protection of dogs from bites of phlebotomine sandflies by deltamethrin collars for control of canine leishmaniasis. Medical and veterinary entomology 1997;11(2):105-11.

- Killick-Kendrick R; Killick-Kendrick M; Tang Y. Anthroponotic cutaneous leishmaniasis in Kabul, Afghanistan: the high susceptibility of Phlebotomus sergenti to Leishmania tropica. Transactions of the Royal Society of Tropical Medicine and Hygiene 1995;89(5):477.

- Killick-Kendrick R. Professor P.C.C. Garnham (1901-1994). Parassitologia 1995;37(1):1-3.

- Killick-Kendrick R; Killick-Kendrick M; Pinelli E; Del Real G; Molina R; Vitutia M M; Cañavate M C; Nieto J. A laboratory model of canine leishmaniasis: the inoculation of dogs with Leishmania infantum promastigotes from midguts of experimentally infected phlebotomine sandflies. Parasite (Paris, France) 1994;1(4):311-8.

- Pesson B; Madulo-Leblond G; Killick-Kendrick M; Tang Y; Killick-Kendrick R. The armature in the genital atrium as a new taxonomic character distinguishing females of Phlebotomus papatasi and P. duboscqi (Diptera: Psychodidae). Annals of tropical medicine and parasitology 1994;88(5):539-42.

- Killick-Kendrick R; Tang Y; Killick-Kendrick M. Phlebotomine sandflies of Kenya (Diptera: Psychodidae). IV. The armature in the genital atrium of female Larroussius as a means of identification. Annals of tropical medicine and parasitology 1994;88(4):433-7.

- Madulo-Leblond G; Killick-Kendrick R; Killick-Kendrick M; Pesson B. The pharyngeal dentition of the females of Phlebotomus duboscqi Neveu-Lemaire, 1906 and of Phlebotomus papatasi (Scopoli, 1786) (Diptera: Psychodidae). Parasite (Paris, France) 1994;1(2):171-3.

- Killick-Kendrick R; Tang Y; Killick-Kendrick M; Johnson R N; Ngumbi P M; Sang D K; Lawyer P G. Phlebotomine sandflies of Kenya (Diptera: Psychodidae). III. The identification and distribution of species of the subgenus Larroussius. Annals of tropical medicine and parasitology 1994;8 (2):183-96.

- Killick-Kendrick R; Killick-Kendrick M; Tang Y. Anthroponotic cutaneous leishmaniasis in Kabul, Afghanistan: the low susceptibility of Phlebotomus papatasi to Leishmania tropica. Transactions of the Royal Society of Tropical Medicine and Hygiene 1994;88(2):252-3.

- Pinelli E; Killick-Kendrick R; Wagenaar J; Bernadina W; del Real G; Ruitenberg J. Cellular and humoral immune responses in dogs experimentally and naturally infected with Leishmania infantum. Infection and immunity 1994;62(1):229-35.

- Johnson R N; Ngumbi P M; Robert L L; Anjili C O; Killick-Kendrick R; Meredith S E. Phlebotomine sandflies of Kenya (Diptera: Psychodidae). II. Phlebotomus aculeatus as a probable vector of Leishmania tropica s.l. Annals of tropical medicine and parasitology 1993;87(5):541-3.

- Killick-Kendrick R; Killick-Kendrick M; Tang Y; Sang D K; Johnson R N; Ngumbi P M. Phlebotomine sandflies of Kenya (Diptera: Psychodidae). I. The validity of Phlebotomus (Larroussius) elgonensis Ngoka, Madel and Mutinga. Annals of tropical medicine and parasitology 1993;87(2):207-15.

- Ke L; Killick-Kendrick R. A radio controlled box for the remote release of insects. Journal of the American Mosquito Control Association 1992;8(4):421-2.

- Dye C; Killick-Kendrick R; Vitutia M M; Walton R; Killick-Kendrick M; Harith A E; Guy M W; Cañavate M C; Hasibeder G. Epidemiology of canine leishmaniasis: prevalence, incidence and basic reproduction number calculated from a cross-sectional serological survey on the island of Gozo, Malta. Parasitology 1992;105 (Pt 1)():35-41.

- Killick-Kendrick R; Sirdar M K; Killick-Kendrick M. Lack of outer caudal setae as a constant feature of Phlebotomus tobbi larvae. Medical and veterinary entomology 1992;6(2):171-2.

- Madulo-Leblond G; Killick-Kendrick R; Killick-Kendrick M; Pesson. Comparison between Phlebotomus duboscqi Neveu-Lemaire, 1906, and Phlebotomus papatasi (Scopoli, 1786): morphological and isoenzymatic studies. Parassitologia 1991;33 Suppl():387-91.

- Killick-Kendrick R; Tang Y; Killick-Kendrick M; Sang D K; Sirdar M K; Ke L; Ashford R W; Schorscher J; Johnson R H. The identification of female sandflies of the subgenus Larroussius by the morphology of the spermathecal ducts. Parassitologia 1991;33 Suppl():335-47.

- Killick-Kendrick R; Maroli M; Killick-Kendrick M. Bibliography on the colonization of phlebotomine sandflies. Parassitologia 1991;33 Suppl():321-33.

- Killick-Kendrick M; Killick-Kendrick R. The initial establishment of sandfly colonies. Parassitologia 1991;33 Suppl():315-20.

- Killick-Kendrick R; Peters W. Leishmaniasis in Arabia: an annotated bibliography. The American journal of tropical medicine and hygiene 1991;44(3 Pt 2):1-64.

- Gradoni L; Gramiccia M; Léger N; Pesson B; Madulo-Leblond G; Killick-Kendrick R; Killick-Kendrick M; Walton B C. Isoenzyme characterization of Leishmania from man, dog and sandflies in the Maltese islands. Transactions of the Royal Society of Tropical Medicine and Hygiene 1991;85(2):217-9.

- Voltz-Kristensen A; Pesson B; Leger N; Madulo-Leblond G; Killick-Kendrick R; Millick-Kendrick M. Phosphoglucomutase in phlebotomine sandflies of the subgenus Larroussius from Corfu Island, Greece. Medical and veterinary entomology 1991;5(1):135-7.

- Peters W; Bryceson A; Evans D A; Neal R A; Kaye P; Blackwell J; Killick-Kendrick R; Liew F Y. Leishmania infecting man and wild animals in Saudi Arabia. 8. The influence of prior infection with Leishmania arabica on challenge with L. major in man. Transactions of the Royal Society of Tropical Medicine and Hygiene 1990;84(5):681-9.

- Robert Killick-Kendrick. Phlebotomine vectors of the leishmaniases: a review. Medical and veterinary entomology 1990;4(1):1-24.

- Robert Killick-Kendrick. The life-cycle of Leishmania in the sandfly with special reference to the form infective to the vertebrate host. Annales de parasitologie humaine et comparée 1990;65 Suppl 1():37-42.

- Dye C; Killick-Kendrick R; Ben Ismail R; al-Gindan Y. Zoonotic cutaneous leishmaniasis in Saudi Arabia: results of a preliminary epidemiological survey in Al-Ahsa oasis.Transactions of the Royal Society of Tropical Medicine and Hygiene 1989;83(4):493-8.

- Killick-Kendrick R; Killick-Kendrick M; Leger N; Pesson B; Madulo-Leblond G; Page A M. Absence of outer caudal setae on all larval instars of Phlebotomus tobbi from the Ionian Greek islands. Medical and veterinary entomology 1989;3(2):131-5.

- Ready P D; Smith D F; Killick-Kendrick R. DNA hybridizations on squash-blotted sandflies to identify both Phlebotomus papatasi and infecting Leishmania major. Medical and veterinary entomology 1988;2(2):109-16.

- Léger N; Gramiccia M; Gradoni L; Madulo-Leblond G; Pesson B; Ferté H; Boulanger N; Killick-Kendrick R; Killick-Kendrick M. Isolation and typing of Leishmania infantum from Phlebotomus neglectus on the island of Corfu, Greece. Transactions of the Royal Society of Tropical Medicine and Hygiene 1988;82(3):419-20.

- Killick-Kendrick R; Wallbanks K R; Molyneux D H; Lavin D R. The ultrastructure of Leishmania major in the foregut and proboscis of Phlebotomus papatasi. Parasitology research 1988;74(6):586 90.

- Moore J S; Kelly T B; Killick-Kendrick R; Killick-Kendrick M; Wallbanks K R; Molyneux D H. Honeydew sugars in wild-caught Phlebotomus ariasi detected by high performance liquid chromatography (HPLC) and gas chromatography (GC). Medical and veterinary entomology 1987;1(4):427 34.

- Dye C; Guy M W; Elkins D B; Wilkes T J; Killick-Kendrick R. The life expectancy of phlebotomine sandflies: first field estimates from southern France. Medical and veterinary entomology 1987 ;(4):417-25.

- Killick-Kendrick R; Killick-Kendrick M. Honeydew of aphids as a source of sugar for Phlebotomus ariasi. Medical and veterinary entomology 1987;1(3):297-302.

- Kamhawi S; Molyneux D H; Killick-Kendrick R; Milligan P J; Phillips A; Wilkes T J; Killick-Kendrick M. Two populations of Phlebotomus ariasi in the Cévennes focus of leishmaniasis in the south of France revealed by analysis of cuticular hydrocarbons. Medical and veterinary entomology 1987;1(1):97-102.

- Killick-Kendrick R; Killick-Kendrick M. The laboratory colonization of Phlebotomus ariasi (Diptera: Psychodidae). Annales de parasitologie humaine et comparée 1987;62(4):354-6.

- Krotoski W A; Garnham P C; Cogswell F B; Collins W E; Bray R S; Gwasz R W; Killick-Kendrick R; Wolf R H; Sinden R; Hollingdale M. Observations on early and late post-sporozoite tissue stages in primate malaria. IV. Pre-erythrocytic schizonts and/or hypnozoites of Chesson and North Korean strains of Plasmodium vivax in the chimpanzee.The American journal of tropical medicine and hygiene 1986;35(2):263-74.

- Killick-Kendrick R; Wilkes T J; Bailly M; Bailly I; Righton L A. Preliminary field observations on the flight speed of a phlebotomine sandfly. Transactions of the Royal Society of Tropical Medicine and Hygiene 1986;80(1):138-42.

- Rioux J A; Aboulker J P; Lanotte G; Killick-Kendrick R; Martini-Dumas A. Ecology of leishmaniasis in the south of France. 21. Influence of temperature on the development of Leishmania infantum Nicolle, 1908 in Phlebotomus ariasi Tonnoir, 1921. Experimental study. Annales de parasitologie humaine et comparée 1985;60(3):221-9.

- Killick-Kendrick R; Bryceson A D; Peters W; Evans D A; Leaney A J; Rioux J A. Zoonotic cutaneous leishmaniasis in Saudi Arabia: lesions healing naturally in man followed by a second infection with the same zymodeme of Leishmania major. Transactions of the Royal Society of Tropical Medicine and Hygiene 1985;79(3):363-5.

- Killick-Kendrick R; Leaney A J; Peters W; Rioux J A; Bray R S. Zoonotic cutaneous leishmaniasis in Saudi Arabia: the incrimination of Phlebotomus papatasi as the vector in the Al-Hassa oasis. Transactions of the Royal Society of Tropical Medicine and Hygiene 1985;79(2):252-5.

- Wilkes T J; Ready P D; Lainson R; Killick-Kendrick R. Biting periodicities of nulliparous and parous females of Psychodopygus wellcomei. Transactions of the Royal Society of Tropical Medicine and Hygiene 1984;78(6):846-7.

- Killick-Kendrick R; Rioux J A; Bailly M; Guy M W; Wilkes T J; Guy F M; Davidson I; Knechtli R; Ward R D; Guilvard E. Ecology of leishmaniasis in the south of France. 20. Dispersal of Phlebotomus ariasi Tonnoir, 1921 as a factor in the spread of visceral leishmaniasis in the Cévennes. Annales de parasitologie humaine et comparée 1984;59(6):555-72.

- Guy M W; Killick-Kendrick R; Gill G S; Rioux J A; Bray R S. Ecology of leishmaniasis in the south of France. 19. Determination of the hosts of Phlebotomus ariasi Tonnoir, 1921 in the Cévennes by bloodmeal analyses. Annales de parasitologie humaine et comparée 1984;59(5):449-58.

- Rioux J A; Jarry D M; Lanotte G; Maazoun R; Killick-Kendrick R. Ecology of leishmaniasis in Southern France. 18. Enzymatic identification of Leishmania infantum Nicolle, 1908, isolated from Phlebotomus ariasi Tonnoir, 1921, spontaneously infected in the Cévennes. Annales de parasitologie humaine et comparée 1984;59(4):331-3.

- Krotoski W A; Collins W E; Bray R S; Garnham P C; Cogswell F B; Gwadz R W; Killick-Kendrick R; Wolf R; Sinden R; Koontz L C; Stanfill P S. Demonstration of hypnozoites in sporozoite-transmitted Plasmodium vivax infection. The American journal of tropical medicine and hygiene 1982;31(6):1291 3.

- Krotoski W A; Bray R S; Garnham P C; Gwadz R W; Killick-Kendrick R; Draper C C; Targett G A; Krotoski D M; Guy M W; Koontz L C; Cogswell F B. Observations on early and late post-sporozoite tissue stages in primate malaria. II. The hypnozoite of Plasmodium cynomolgi bastianellii from 3 to 105 days after infection, and detection of 36- to 40-hour pre-erythrocytic forms. The American journal of tropical medicine and hygiene 1982;31(2):211-25.

- Krotoski W A; Garnham P C; Bray R S; Krotoski D M; Killick-Kendrick R; Draper C C; Targett G A; Guy M W. Observations on early and late post-sporozoite tissue stages in primate malaria. I. Discovery of a new latent form of Plasmodium cynomolgi (the hypnozoite), and failure to detect hepatic forms within the first 24 hours after infection. The American journal of tropical medicine and hygiene 1982;31(1):24-35.

- Rioux J A; Perieres J; Killick-Kendrick R; Lanotte G; Bailly M. Ecology of leishmaniasis in south France. 17. Sampling of Phlebotomus by the method of adhesive traps. Comparison with the technic of capture on human bait. Annales de parasitologie humaine et comparée 1982;57(6):631-5.

- Maazoun R; Lanotte G; Rioux J A; Pasteur N; Killick-Kendrick R; Pratlong F. Significance of enzymatic polymorphism in Leishmaniae--On three heterozygous stocks of Leishmania infantum Nicolle, 1908, Leishmania cf. tarentolae Wenyon, 1921 and Leishmania aethiopica Bray, Ashford and Bray, 1973 (author's transl). Annales de parasitologie humaine et comparée 1981;56(5):467-75.

- Guilvard E; Wilkes T J; Killick-Kendrick R; Rioux J A. Ecology of leishmaniasis in the south of France. 15. The gonotrophic cycles in nature of Phlebotomus ariasi and P. mascittii in the Cévennes. Epidemiological significance (author's transl). Annales de parasitologie humaine et comparée 1980;55(6):659-64.

- Killick-Kendrick R; Molyneux D H; Rioux J A; Lanotte G; Leaney A J. Possible origins of Leishmania chagasi. Annals of tropical medicine and parasitology 1980;74(5):563-5.

- Rioux J A; Killick-Kendrick R; Perieres J; Turner D P; Lanotte G. Ecology of leishmaniasis in the south of France. 13. Middle slopes of hillsides as sites of maximum risk of transmission of visceral leishmaniasis in the Cévennes (author's transl). Annales de parasitologie humaine et comparée 1980;55(4):445-53.

- Krotoski W A; Krotoski D M; Garnham P C; Bray R S; Killick-Kendrick R; Draper C C; Targett G A; Guy M W. Relapses in primate malaria: discovery of two populations of exoerythrocytic stages. Preliminary note. British medical journal 1980;280(6208):153-4.

- Young C J; Turner D P; Killick-Kendrick R; Rioux J A; Leaney A J. Fructose in wild-caught Phlebotomus ariasi and the possible relevance of sugars taken by sandflies to the transmission of leishmaniasis. Transactions of the Royal Society of Tropical Medicine and Hygiene 1980;74(3):363-6.

- Killick-Kendrick R, Leaney AJ, Ready PD. The establishment, maintenance and productivity of a laboratory colony of Lutzomyia longipalpis (Diptera: Psychodidae). J. Med. Entomol. 1977, 13: 429-440.